# Queco
Queco (em grego clássico: Kêchoós), cujo nome de Hórus era Nebré ou Ranebe, foi o segundo faraó da II dinastia. A extensão de seu reinado é incerta, pois o Cânone de Turim está danificado no trecho relativo aos anos. O historiador grego Manetão sugeriu que seu reinado durou 39 anos, mas os egiptólogos questionam sua visão como uma má-interpretação ou exagero da informação a ele disponível. Creditam Queco com um reinado de 10-14 anos. Segundo diferentes autores, reinou o Egito ca. 2 850 a.C. (Bierbrier) ou ca. 2 865 a.C. (Ian Shaw e Paul Nicholson).

## Atestação
O nome de Queco aparece em vários vasos de pedra, feitos principalmente de xisto, alabastro e mármore. A maioria das taças são de Abidos, Gizé e Sacará. As inscrições contêm representações de edifícios de culto como o casa-Ka, de divindades como Bastete, Neite e Sete e também menções de festas de culto. Todos os objetos encontrados apresentam o nome de Queco ou junto com o de seu predecessor Boco ou com seu sucessor Binótris. Seu nome nunca aparece sozinho.
Impressões de selo de argila com seu nome foram encontradas sob o passeio da Pirâmide de Unas em Sacará e numa grande tumba de galeria, também em Sacará. Esta tumba também rendeu várias impressões de selos com o nome de Boco e, por esta razão, é debatido a quem pertenceu. Em 2012, Pierre Tallet e Damien Leisnay encontraram três inscrições rupestres no Sinai com seu nome de Hórus; cada uma pode ser encontrada num uádi diferente: Abu Madaui, Abu Coua e Ameira.

## Nome
O sereque de Queco é de grande interesse para os egiptólogos, pois está escrito com o sinal hieroglífico do Sol, que ainda não era objeto de adoração divina durante sua vida. Em sua época, os mais importantes cultos religiosos estavam concentrados na preservação do estatuto dualista dos chefes do Estado, Hórus e Sete. Nada era mais importante do que manter o equilíbrio. Os faraós eram a representação viva daquele par divino. O Sol era visto como o objeto celestial controlado por Hórus ou, como no caso de Peribessene, por Sete. Assim, o Sol não era divindade independente ainda. A primeira prova definitiva da existência do deus solar Rá ocorre no começo da III dinastia sob Djoser em nome de altos oficiais como Hesiré. E a primeira prova detectável definitiva para o culto solar real ocorre sob Ratoises, o terceiro faraó da IV dinastia.
Portanto, seu nome de Hórus é problemático em relação à sua tradução e significado. A tradução típica de seu nome como "Rá é meu senhor", que seria lido "Ranebe", é questionável, pois isso pressuporia que o Sol já estava sendo adorado como deus. Consequentemente, os egiptólogos propuseram a tradução "Senhor do Sol (de Hórus)", que é lida "Nebré" e implica o domínio do faraó sobre o Sol (como um corpo celeste), que também estava sob o controle de Hórus ou Sete. Qualquer religião solar ou simbolismo solar ainda não estavam estabelecidos em nenhuma forma útil e agora se pensa que ele pode realmente ter sido o primeiro que adotou um pensamento religioso extensivo sobre o Sol e o céu.

## Família

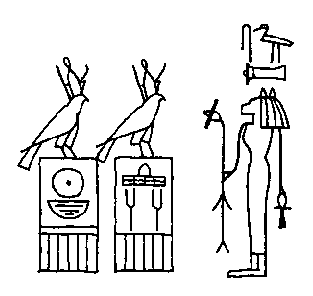
Inscrição num vaso de pedra com os sereques de Queco e Boco diante de Bastete

A esposa de Queco é desconhecida. Um "filho do rei" e "sacerdote de Sopedu" chamado Pernebe poderia ser seu filho, mas como os selos de argila que fornecem seu nome e títulos foram achados na tumba atribuída a Queco e Boco, não está claro quem era seu pai.

## Identidade
Queco é comumente identificado com o nome de cartucho Cacau (Kakau) da era-raméssida, que pode ser traduzido como "O touro de Ápis". Isto liga-se à anedota de Manetão, que disse que sob Queco, Ápis, Mendes e Mnévis foram "introduzidos e adorados como deuses". Esta visão é questionada pelos egiptólogos modernos, já que já havia um culto de Ápis estabelecido durante a I dinastia, se não antes. O nome "Cacau" em si é problemático para esse faraó, já que não havia fonte do tempo de Queco que pudesse ter sido usada para formar a palavra.
Seu nome de nascimento (Nebré) também permanece incerto. Uma teoria do egiptólogo Jochem Kahl diz que pode ser ligado ao misterioso Uenegue-Nebeti. Aponta para um fragmento de vaso feito de cinzas vulcânicas, que foi encontrado no túmulo de Peribessene em Abidos. No fragmento acredita que há vestígios da flor uenegue sob o nome inciso do faraó Binótris. À direita do nome de Binótris, a representação da casa-Ka de Queco é parcialmente preservada. Tal arranjo levou Kahl a concluir que a flor uenegue e o nome Nebré estavam ligados e o rei Binótris mudou a inscrição. Kahl também aponta que Binótris escreveu seu nome espelhado, de modo que seu nome deliberadamente corre na direção oposta ao nome de Nebré.

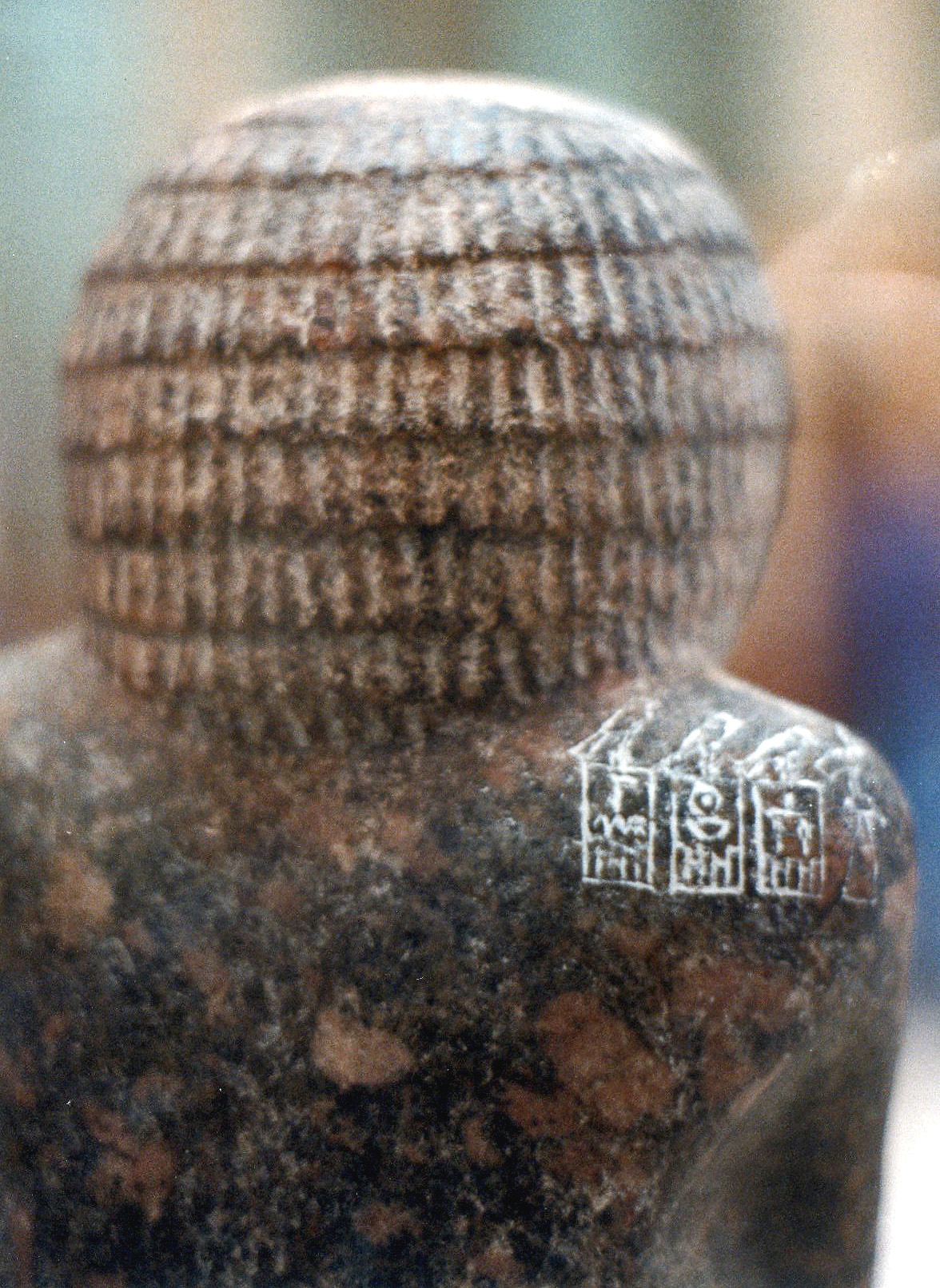
Estátua de Hotepediefe com os sereques de Boco, Queco e Binótris

Egiptólogos como Jürgen von Beckerath e Battiscombe Gunn identificam Queco com outro misterioso faraó: Nubenefer. Esta ligação é questionada por outros estudiosos, pois os governantes da II dinastia comumente escreviam seus nomes de nascimento e Hórus da mesma forma (por exemplo: Hor-Nebré → Nessute-Biti-Nebeti-Nebré). Assim, "Nubenefer" pode ser o nome de nascimento de um rei diferente.

## Reinado
Pouco se sabe sobre seu reinado. A descoberta de selos com seu nome, juntamente com selos de Boco em Sacará sugere que Queco conduziu o enterro de Boco e foi o sucessor direto. Outras inscrições em vasos e impressões de selos de seu tempo citam eventos relativos à administração e cultos, como "Ereção dos pilares de Hórus". Sob Queco, há a primeira representação da deusa Bastete. A duração exata de seu reinado é objeto de investigações. Reconstruções da conhecida Pedra de Palermo, uma mesa de basalto preta apresentando os eventos anuais dos reis desde o início da I dinastia até Neferircaré II da VIII dinastia na forma de quadros claramente divididos, leva à conclusão de que Queco e seu predecessor governaram por 39 anos. Como Queco tem menos registros do que Boco, acredita-se que tenha governado por um tempo mais curto. Os cálculos divergem de 29 e 10 anos para 25 e 14 anos.

## Tumba
A localização da necrópole de Queco é desconhecida. Egiptólogos como Wolfgang Helck e Peter Munro acreditam que foi enterrado na tumba da galeria B sob o passeio da Pirâmide de Unas em Sacará. De fato, a maioria dos artefatos com seu nome foram encontrados lá.